# Plainville (Indiana)
Plainville é uma cidade  localizada no estado americano de Indiana, no Condado de Daviess.

## Demografia
Segundo o censo americano de 2000, a sua população era de 513 habitantes.
Em 2006, foi estimada uma população de 522, um aumento de 9 (1.8%).

## Geografia
De acordo com o United States Census Bureau tem uma área de
0,9 km², dos quais 0,9 km² cobertos por terra e 0,0 km² cobertos por água.

## Localidades na vizinhança
O diagrama seguinte representa as localidades num raio de 16 km ao redor de Plainville.